# Polskie Towarzystwo Oświaty i Dobroczynności
Polskie Towarzystwo Oświaty i Dobroczynności – polska organizacja społeczna założona w Mohylewie w 1906 roku; największa polska organizacja oświatowa tego okresu na wschodniej Białorusi poza gubernią mińską; traktowana z niechęcią przez władze rosyjskie, ponieważ umacnianie polskości na ziemiach zabranych było sprzeczne z realizowaną przez administrację państwową strategią rusyfikacji i asymilacji.

## Okoliczności powstania
12 grudnia 1904 roku, wraz z nastaniem w Imperium Rosyjskim tzw. „wolnościowych czasów”, wydany został ukaz carski znoszący częściowo ograniczenia dotyczące nauki języka polskiego. Zezwalał on na wykładanie go w rosyjskich szkołach elementarnych i średnich, jednak jako przedmiot nadobowiązkowy, prowadzony poza godzinami obowiązkowej nauki za dodatkową, wysoką opłatą. Była ona tym wyższa, im mniej rodziców wyraziło chęć posyłania dzieci na takie zajęcia. Tego rodzaju warunki nie zaspokajały potrzeb oświatowych społeczności polskiej zamieszkującej ziemie zabrane. Oczekiwała ona bowiem nie tylko nauki języka ojczystego przez ich dzieci, ale także wychowania w polskim duchu patriotycznym. Starano się zatem utworzyć instytucje oświatowe o czysto polskim charakterze.
4 marca 1906 roku wydany został ukaz ułatwiający zakładanie organizacji społecznych. W związku z tym, polscy działacze oświatowi w Mohylewie podjęli decyzję o utworzeniu Polskiego Towarzystwa Oświaty i Dobroczynności. Organizacja została oficjalnie zarejestrowana przez władze rosyjskie 26 sierpnia 1906 roku. Jej założycielami byli m.in.: Zygmunt Brodowski, Konstanty Gordziałkowski i Mirosław Obiezierski. Towarzystwo było największą polską organizacją oświatową na wschodniej Białorusi poza gubernią mińską.

## Władze i program
Organem kierowniczym Towarzystwa był zarząd. W jego skład w 1913 roku wchodzili m.in.: Władysław Woynicz-Sianożęcki (prezes), Mirosław Obiezierski (wiceprezes) i Augustyn Biretto (skarbnik).
Zgodnie ze Statutem, celami Towarzystwa było szerzenie oświaty i dostarczanie środków z zamiarem poprawy położenia materialnego i moralnego niezamożnej ludności. Ich realizacja
miała odbywać się poprzez zakładanie i utrzymywanie m.in. zakładów naukowych, bibliotek, czytelni, księgarń, muzeów, domów ludowych, tanich kuchni, przytułków, szpitali; wydawanie druków periodycznych, urządzanie publicznych odczytów, wykładów, wystaw i przedstawień teatralnych. Przewidywano także udzielanie pomocy chcącej się kształcić młodzieży.

## Stosunek Rosjan i władz rosyjskich
Przeciwko rozwojowi polskiego szkolnictwa protestowały niektóre organizacje rosyjskie, m.in. członkowie Czarnej Sotni. W dniach 28–31 sierpnia 1908 roku w Mińsku odbył się zjazd „bractwa prawosławnego”, na którym przyjęto rezolucję domagającą się zaostrzenia prawa w sprawach karania za tajne nauczanie. Negatywne opinie ukazywały się także na łamach rosyjskiej prasy.
Władze rosyjskie odnosiły się do polskiej edukacji niechętnie. Wyrażały opinię, że jest ona przeszkodą w asymilowaniu żywiołu polskiego przez rosyjski i w różny sposób utrudniały działalność Towarzystwa Oświaty i Dobroczynności, jak też innych podobnych organizacji w zachodniej części Imperium Rosyjskiego. Przeprowadzano ciągłe i szczegółowe kontrole w poszukiwaniu naruszenia statutu, który stanowiłby podstawę do jej zamknięcia.